# José María Callejón
José María Callejón Bueno (født 11. februar 1987 i Spanien) er en fodboldspiller, der spiller for Serie A holdet SSC Napoli

## Karriere

### Real Madrid
Et produkt af Real Madrids ungdomsrækker, Callejón fik sit debut for Real Madrid B i Maj 2007.

### Espanyol
Callejón fik sit debut for Real Madrid B i Maj 2007. I 2008 skrev Callejón en fem-årig kontrakt med RCD Espanyol.

### Real Madrid
Den 23. maj 2011 vendte Callejon tilbage til Real Madrid på en fem-årig kontrakt, og han debuterede den 16. juli 2011 for Real Madrid i en venskabskamp mod Los Angeles Galaxy, hvor Callejon scorede til 1-0. Den 16 Juli 2011 spillede Callejón sin første kamp for Real Madrid da de mødte Los Angeles Galaxy, Real Madrid vandt kampen 4-1. Callejon scorede til 1-0.